# Hranča
Hranča (en serbe cyrillique : Хранча) est un village de Bosnie-Herzégovine. Il est situé dans la municipalité de Bratunac et dans la république serbe de Bosnie. Selon les premiers résultats du recensement bosnien de 2013, il compte 371 habitants.

## Démographie

### Répartition de la population (1991)
En 1991, le village comptait 701 habitants, répartis de la manière suivante :

### Communauté locale
En 1991, la communauté locale de Hranča comptait 1 851 habitants, répartis de la manière suivante :